# Corona muralis
Corona muralis, latin nyelven: falkoszorú, római katonai kitüntetés, azt a katonát tüntették ki vele, aki egy ellenséges város, vagy erőd ostromakor elsőként hágott fel a falakra. Formáját tekintve csipkézett erődítményoromzat díszítésű aranykoszorú volt.